# Nils Hästesko
Nils Hästesko (Hestskoo), född omkring 1660, död 7 mars 1724 på Bjersgård i Gråmanstorps socken, var en svensk militär.
Nils Hästesko var son till överstelöjtnant Per Hästesko och Maria Baillet. Han blev fänrik vid greve Carl Gustaf Oxenstiernas regemente 1678, fänrik vid Upplands regemente 1682, löjtnant där 1689 och erhöll avsked 1695. År 1700 återinträdde Hästesko i militärtjänst som major vid Skånska dragonregementet, blev överstelöjtnant där 1703 och erhöll åter avsked 1705. Han var sedan åter 1710–1714 överste och chef för Kronobergs regemente. I slaget vid Helsingborg blev han svårt sårad. Han sålde 1700 fäderneegendomen Björnarbo i Jumkils socken och skrev sig till Bjersgård som han kommit över genom sitt giftermål med Magareta Sofia Gyldenstierne.